# Großhadern

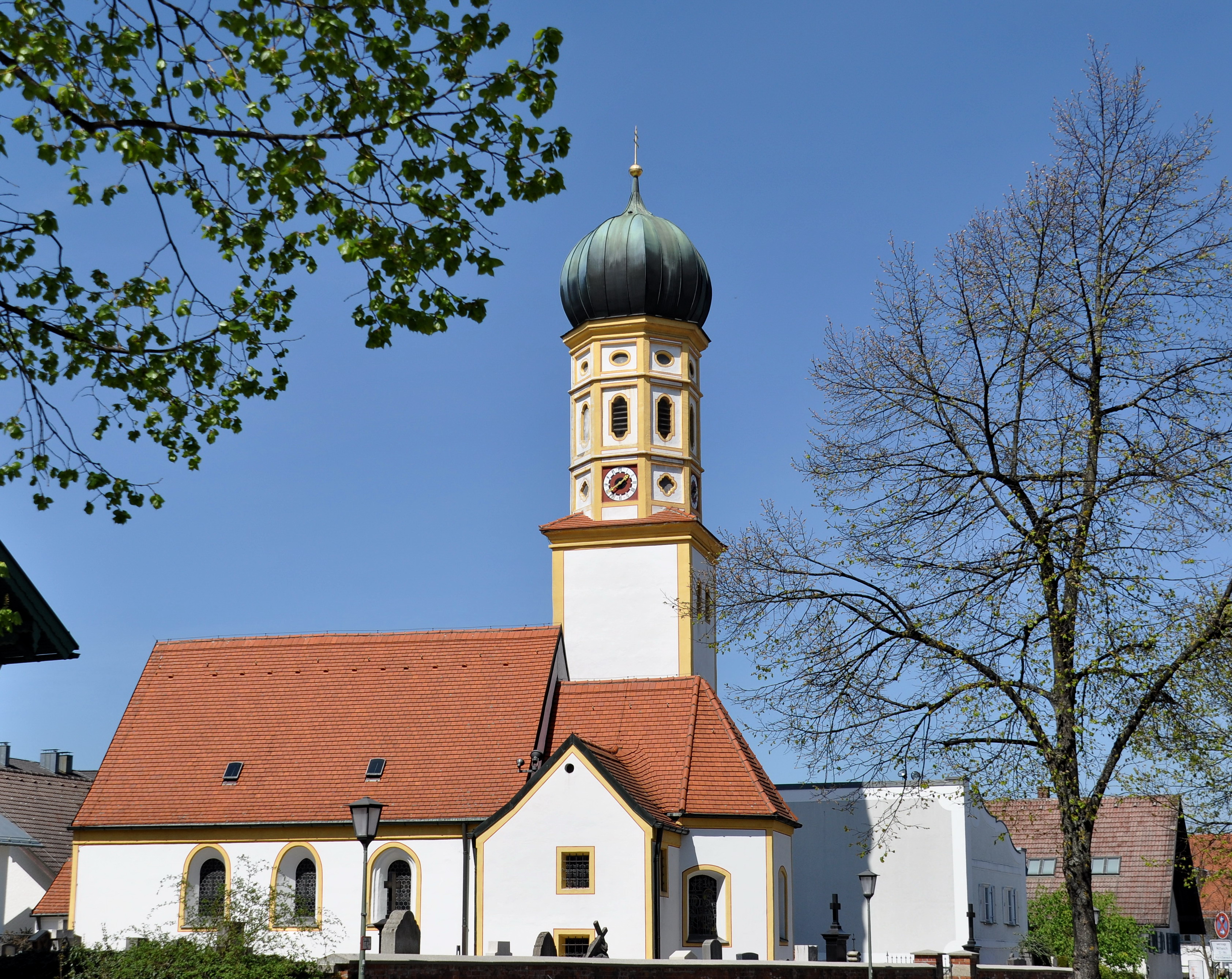
St. Peter, katholische Dorfkirche

Großhadern ist ein Stadtteil im Südwesten der bayerischen Landeshauptstadt München. Die bis ins Jahr 1938 eigenständige Gemeinde ist heute ein Bezirksteil des Stadtbezirks 20 Hadern. Großhadern ist in erster Linie eine bürgerliche Wohngegend. Ausnahmen sind der sogenannte „Dorfkern“ mit zahlreichen fußläufig erreichbaren kleinen Geschäften sowie das Universitätsviertel rund um das Klinikum Großhadern. Dazu gehören auch mehrere Studentenheime und drei Bolzplätze. Bemerkenswert hoch ist auch die Zahl der Gaststätten und Biergärten. Im Südwesten Großhaderns, zwischen dem U-Bahnhof Klinikum Großhadern und dem angrenzenden Wald, entsteht auf einem ehemaligen Acker eine neue Siedlung mit Eigentums- und Mietwohnungen sowie einigen Geschäften. Ein Großteil der Häuser ist bereits fertiggestellt und bezogen.
Im Dorfkern befindet sich die alte Kirche St. Peter (erbaut 1315, neugestaltet im 17. Jh.), unweit davon steht die 1925 erbaute Pfarrkirche St. Canisius mit Kreuzwegstationen von Kaspar Schleibner.
Einen wesentlichen Teil der Fläche von Großhadern nimmt im Südosten der Waldfriedhof ein.

## Bekanntheit
Bekannt ist Großhadern durch:

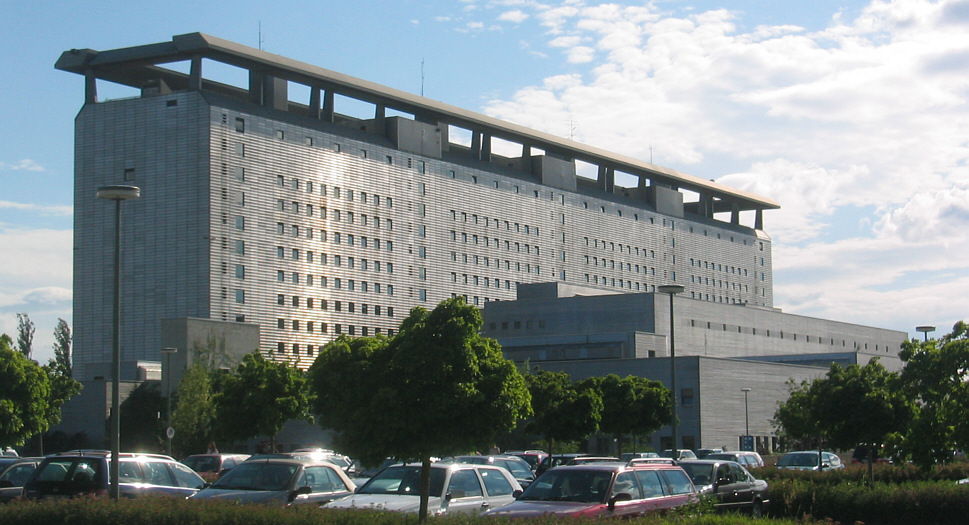
Klinikum Großhadern

- Klinikum Großhadern der Ludwig-Maximilians-Universität München und angrenzender High-Tech Campus (Uni.)
- Waldfriedhof
- TSV München Großhadern, der sich v. a. im Judo einen Namen gemacht hat (Olympiastützpunkt, zahlreiche internationale Erfolge)
- Haderner Dorffest[1]
- Heiglhoftheater

## Lage
Großhadern liegt am südwestlichen Stadtrand von München und ist ein Bezirksteil des Stadtbezirks Hadern.

### Lage innerhalb des Stadtbezirks Hadern
Großhadern ist der südliche Teil von Hadern. Er wird durch die Würmtalstraße vom Bezirksteil Neuhadern getrennt.

### Angrenzung an andere Stadtbezirke
Im Osten bildet die Fürstenriederstraße die Grenze zum Stadtbezirk 7 Sendling-Westpark. Im Süden bildet der Waldfriedhof die Grenze zu den Stadtteilen Forstenried und Fürstenried, die im Stadtbezirk 19 Thalkirchen-Obersendling-Forstenried-Fürstenried-Solln liegen. 

### Angrenzung an den Landkreis München
Großhadern grenzt zudem an den Landkreis München und dessen Gemeinden an. Im Nordwesten grenzt Großhadern an die Gemeinde Gräfelfing, im Westen und Südwesten an die Gemeinde Planegg mit ihrem Ortsteil Martinsried und im Süden an die Gemeinde Neuried an. 

## Geschichte
Am 1. April 1938 wurde die bis dahin selbständige Gemeinde Großhadern in die Stadt München eingegliedert.

## Verkehrsanbindung
Straßen
- Fürstenriederstraße
- Würmtalstraße
- A95, Ausfahrt München-Kreuzhof (außerhalb des Stadtbezirks)
- A96, Ausfahrt Blumenau/Großhadern (außerhalb des Bezirkteils)

U-Bahn
- Linie U6: Großhadern, Klinikum Großhadern

Bus
- Metro Bus Linie 54: 4 Haltestellen
- Metro Bus Linie 56: 6 Haltestellen
- Regional Bus Linie 266: 3 Haltestellen
- Regional Bus Linie 268: 7 Haltestellen
- Regional Bus Linie 269: 2 Haltestellen